# 툰뎬역
툰뎬역(중국어: 屯佃站)은 중국 베이징시 하이뎬구 시베이왕 지구 툰뎬 마을 내 베이칭로·상좡로 교차로에 위치한 베이징 지하철 16호선의 지하철역이다. 2016년 12월 31일에 개통하였다.

## 역 구조

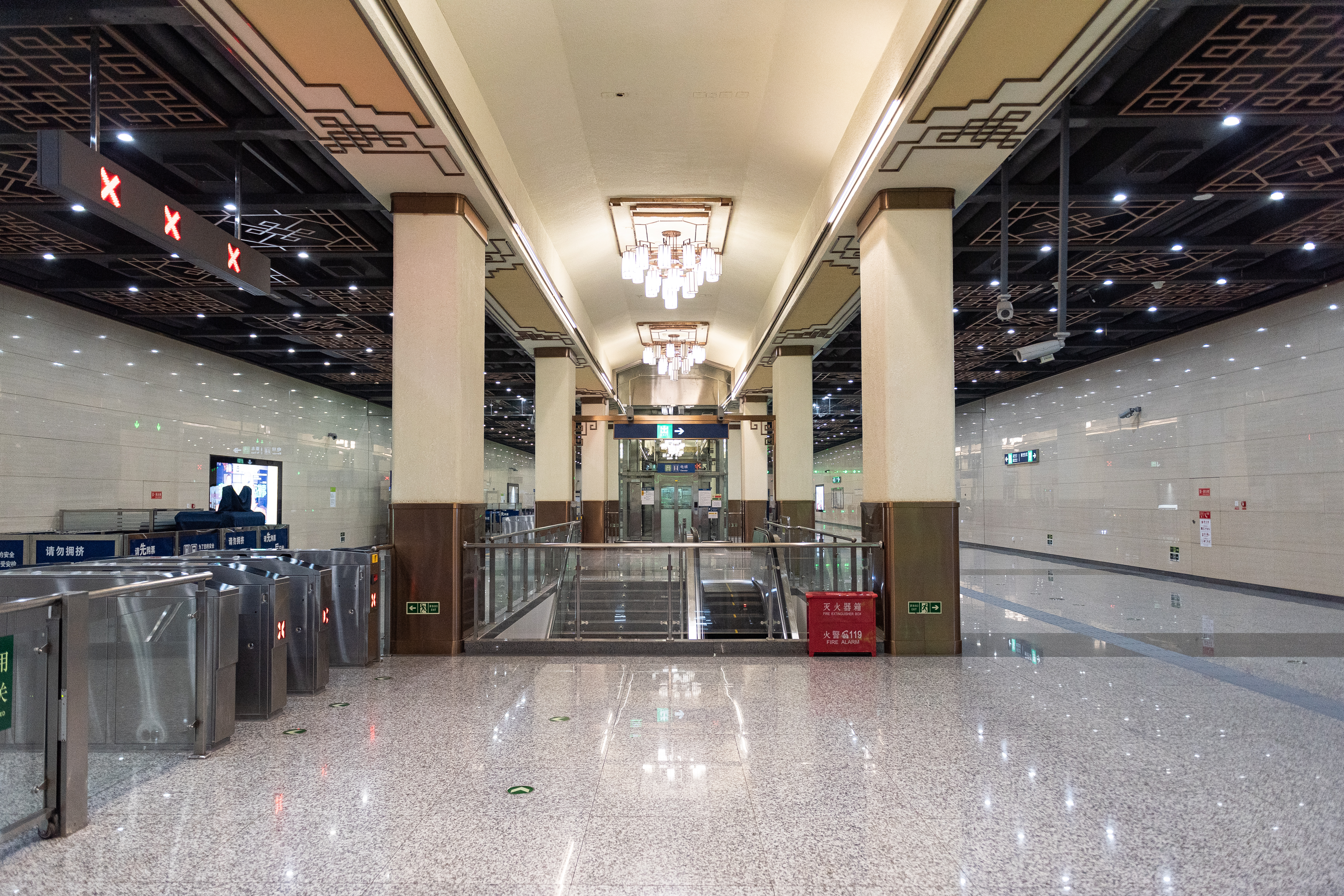
대합실 (2021년 3월 촬영)

이 역은 2열 3경간 구조의 지하 복층 섬식 승강장의 역사로, 역사 길이는 299.9m, 표준 구간 폭은 21.1m, 바닥 깊이는 약 18.5m, 승강장 너비는 12m이다. 역의 주요 구조는 개방형 구조로 건설되었다.

### 층별 구조
| 지면층             | 출입구                          | A-D출입구                                               |
| 지하 1층 대합실 층 | 대합실                          | 발권 서비스, 자동 티켓 판매기, 이카통(一卡通) 카드 충전 |
| 지하 2층 승강장    | ←                               | ■ 16호선 베이안허 방면 (다오샹후루)                     |
| 지하 2층 승강장    | 섬식 승강장, 왼쪽 출입문이 열림 |                                                         |
| 지하 2층 승강장    | →                               | ■ 16호선 완핑청 방면 (융펑)                             |

## 출입구
이 역에는 북서쪽(A), 남동쪽(C), 남서쪽(D)의 3개의 출입구가 있다. 입구 C에는 직선형 엘리베이터가 있다.
|                         |                  |                                                                            |      |             |
| 출구                    | 지시             | 출구 인근                                                                  | 사진 | 무장애 시설 |
| 出口 · A                | 베이칭로(北清路) | 베이칭로(北清路) 북로                                                      |      | 빈칸        |
| 出口 · C                | 베이칭로(北清路) | 베이칭로(北清路) 남로, 시베이왕 타운 제2실험유치원(西北旺镇第二实验幼儿园) |      |             |
| 出口 · D                | 베이칭로(北清路) | 베이칭로(北清路) 북측                                                      |      | 빈칸        |
| 아이콘 설명: 엘리베이터 |                  |                                                                            |      |             |

## 역사
2011년, 하이뎬산허우선(海淀山后线)의 원래 계획에는 다오샹후루역과 융펑역 사이에 툰뎬역과 상좡루역(上庄路站) 두 개의 역이 있었고, 두 역 모두 고가역으로 계획되었다. 2013년, 상좡루역 계획이 취소되고 툰뎬역은 당시 중심 거리가 BK6+294,000이었으며 이후 위치가 동쪽으로 1.5km 이동되었다. 상좡로(上庄路) 지역의 승하차 수요를 반영하여 중앙 거리를 BK7+804.500으로 변경하였다.
툰뎬역은 2014년 6월 17일 착공, 2015년 7월 29일에 주변 건물 봉쇄, 툰뎬역과 융펑역 간 선로는 2015년 11월 23일에 성공적으로 연결되었다. 툰뎬역 선로 부설 기지도 2016년 3월 공사를 시작했다.